# Touquin
Touquin (prononcé [t̪u.ˈkɛ̃]) est une commune française située dans le département de Seine-et-Marne en région Île-de-France.

## Géographie

### Localisation

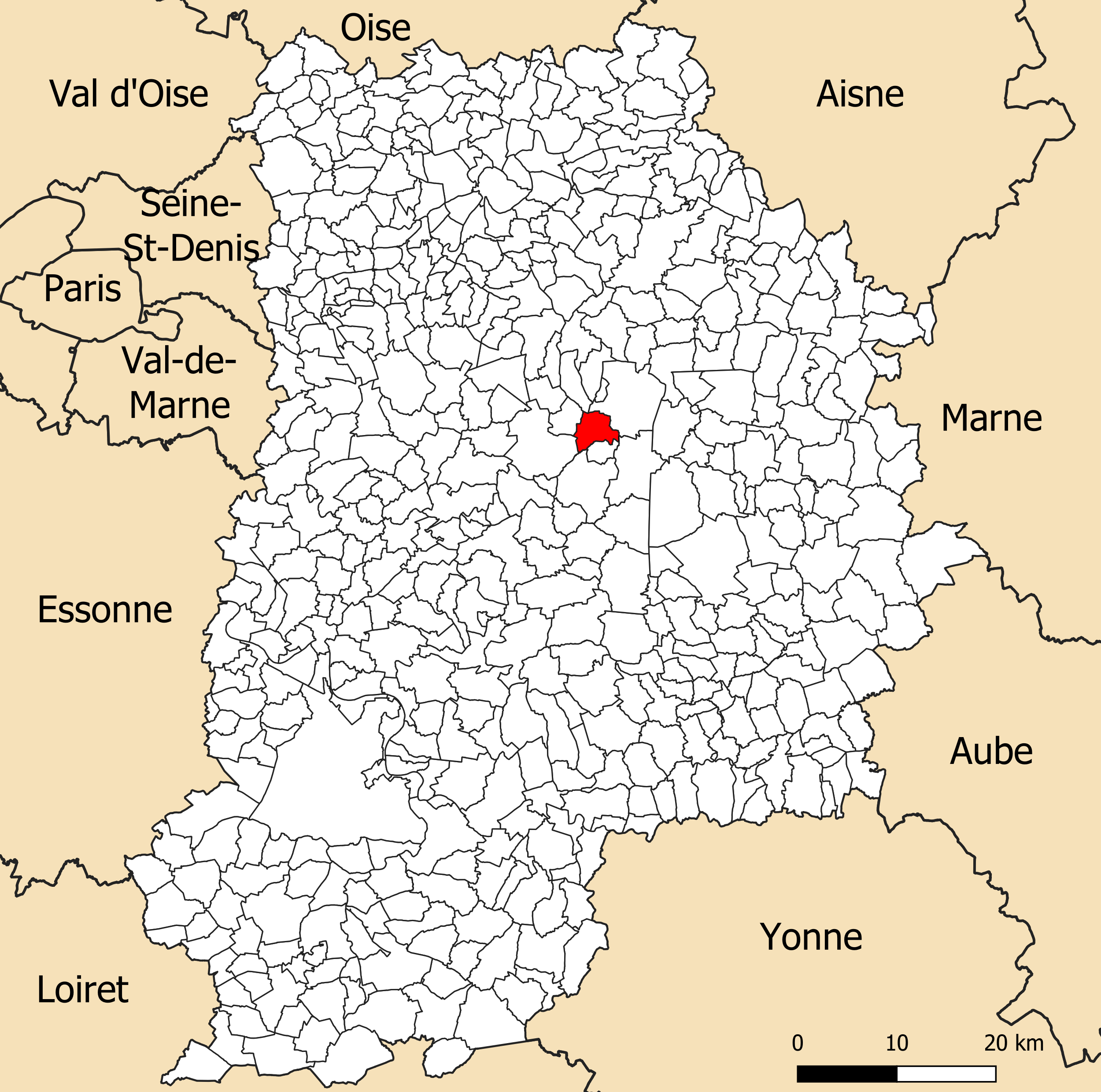
Localisation de la commune de Touquin dans le département de Seine-et-Marne.

Touquin est un village rural de la Brie situé à 50 km à l'est de Paris, entre Coulommiers et Rozay-en-Brie, sur la RD 231 qui relie Lagny à Provins.

### Communes limitrophes
| Faremoutiers                     |          | Beautheil-Saints                      |
| Pézarches Lumigny-Nesles-Ormeaux | Touquin  |                                       |
|                                  | Voinsles | Le Plessis-Feu-Aussoux Vaudoy-en-Brie |

### Géologie et relief
La commune est classée en zone de sismicité 1, correspondant à une sismicité très faible.
L'altitude varie de 89 mètres à 131 mètres pour le point le plus haut , le bourg se situant à environ 116 mètres d'altitude (mairie)
.

### Hydrographie

#### Réseau hydrographique

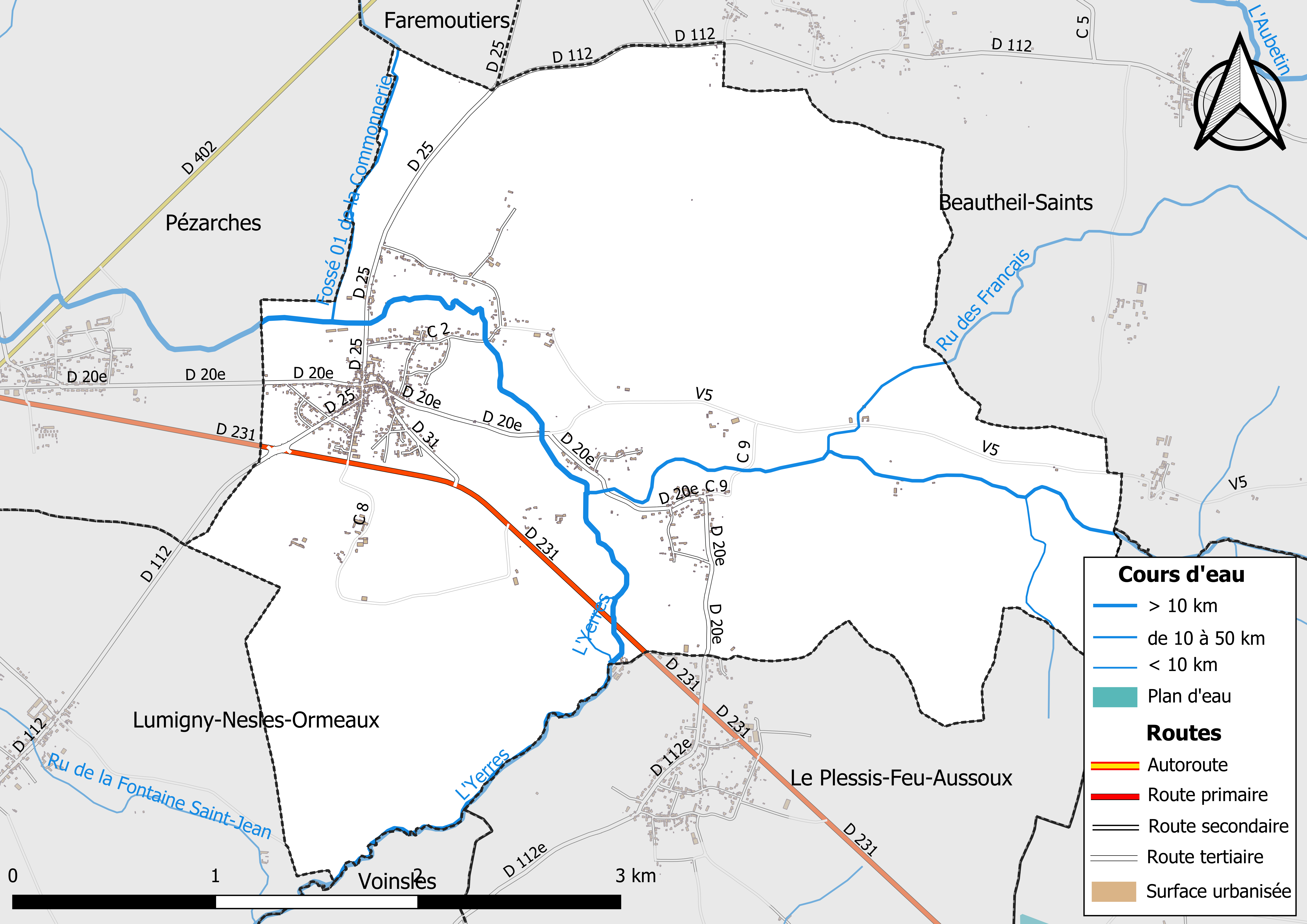
Carte des réseaux hydrographique et routier de Touquin.

Le réseau hydrographique de la commune se compose de six cours d'eau référencés :
- la rivière l’Yerres, longue de 98,23 km[3], affluent en rive droite de la Seine, prend sa source à proximité au nord et traverse la commune, ainsi que :
  - un bras de 0,46 km[4] ;
  - le fossé 01 de la Commonnerie ou ru de la Poix, 5,55 km[5], qui conflue avec l’Yerres.
  - le ru de l'Étang de Beuvron, long de 10,44 km[6], affluent de l’Yerres ;
    - le fossé 01 du Griay de la Couture, long de 1,25 km[7], et ;
    - le ru des Français, cours d'eau naturel et canal, chenal non navigable, long de 7,08 km[8], confluent avec le ru de l'Étang de Beuvron.

La longueur totale des cours d'eau sur la commune est de 10,61 km.

#### Gestion des cours d'eau
Afin d’atteindre le bon état des eaux imposé par la Directive-cadre sur l'eau du 23 octobre 2000, plusieurs outils de gestion intégrée s’articulent à différentes échelles : le SDAGE, à l’échelle du bassin hydrographique, et le SAGE, à l’échelle locale. Ce dernier fixe les objectifs généraux d’utilisation, de mise en valeur et de protection quantitative et qualitative des ressources en eau superficielle et souterraine. Le département de Seine-et-Marne est couvert par six SAGE, au sein du bassin Seine-Normandie.
La commune fait partie du SAGE « Yerres », approuvé le 13 octobre 2011. Le territoire de ce SAGE correspond au bassin versant de l’Yerres, d'une superficie de 1 017 km2, parcouru par un réseau hydrographique de 450 kilomètres de long environ, répartis entre le cours de l’Yerres et ses affluents principaux que sont : le ru de l'Étang de Beuvron, la Visandre, l’Yvron, le Bréon, l’Avon, la Marsange, la Barbançonne, le Réveillon. Le pilotage et l’animation du SAGE sont assurés par le syndicat mixte pour l'assainissement et la gestion des eaux du bassin versant de l’Yerres (SYAGE), qualifié de « structure porteuse ».

### Climat
Pour des articles plus généraux, voir Climat de l'Île-de-France et Climat de Seine-et-Marne.
En 2010, le climat de la commune est de type climat océanique dégradé des plaines du Centre et du Nord, selon une étude du CNRS s'appuyant sur une série de données couvrant la période 1971-2000. En 2020, Météo-France publie une typologie des climats de la France métropolitaine dans laquelle la commune est exposée à un climat océanique altéré et est dans la région climatique Nord-est du bassin Parisien, caractérisée par un ensoleillement médiocre, une pluviométrie moyenne régulièrement répartie au cours de l’année et un hiver froid (3 °C).
Pour la période 1971-2000, la température annuelle moyenne est de 10,8 °C, avec une amplitude thermique annuelle de 15,3 °C. Le cumul annuel moyen de précipitations est de 731 mm, avec 11,5 jours de précipitations en janvier et 7,9 jours en juillet. Pour la période 1991-2020, la température moyenne annuelle observée sur la station météorologique la plus proche, située sur la commune de Mouroux à 10 km à vol d'oiseau, est de 11,3 °C et le cumul annuel moyen de précipitations est de 721,3 mm,. Pour l'avenir, les paramètres climatiques de la commune estimés pour 2050 selon différents scénarios d'émission de gaz à effet de serre sont consultables sur un site dédié publié par Météo-France en novembre 2022.

### Milieux naturels et biodiversité

#### Réseau Natura 2000

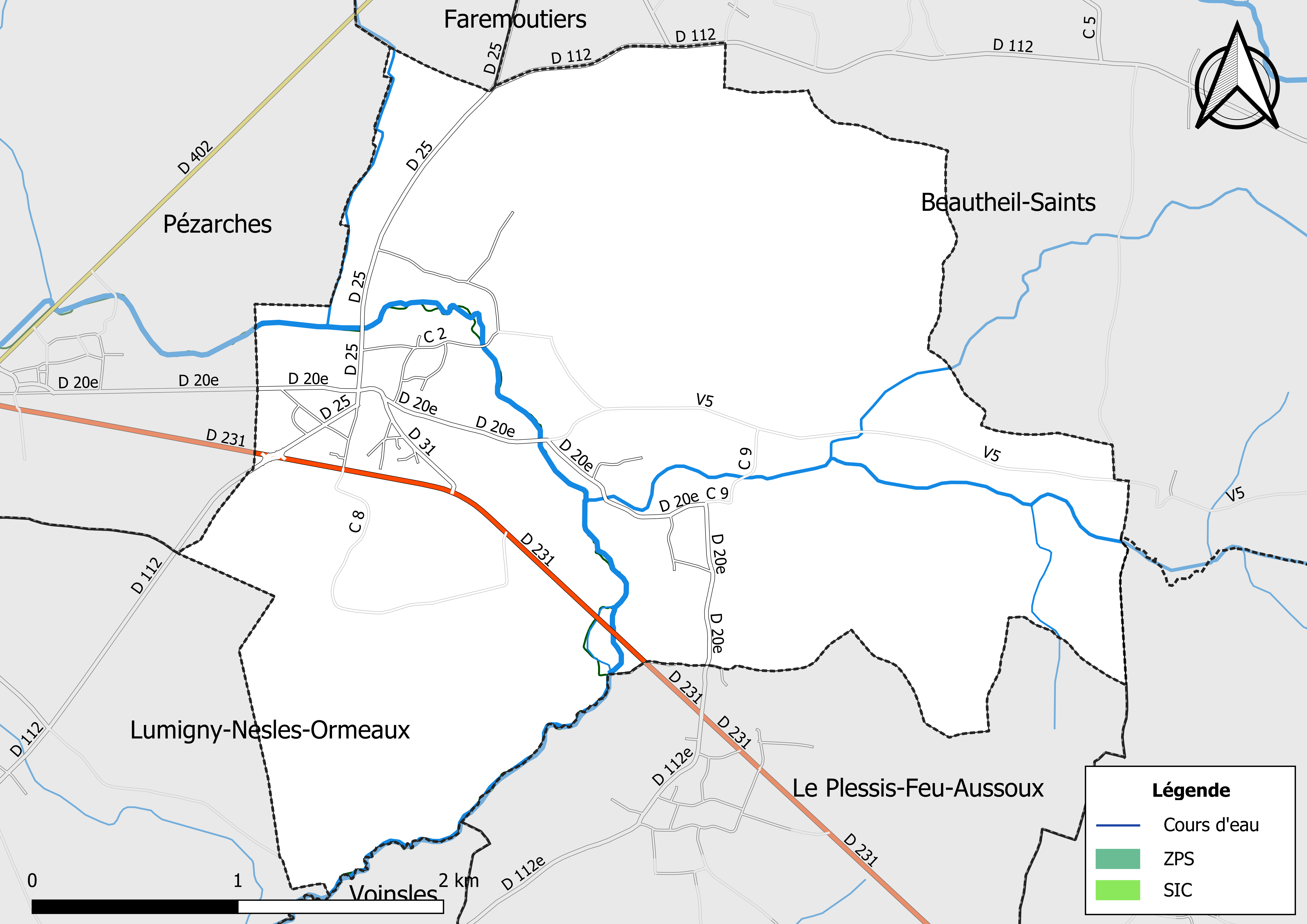
Sites Natura 2000 sur le territoire communal.

Le réseau Natura 2000 est un réseau écologique européen de sites naturels d’intérêt écologique élaboré à partir des Directives « Habitats » et « Oiseaux ». Ce réseau est constitué de Zones spéciales de conservation (ZSC) et de Zones de protection spéciale (ZPS). Dans les zones de ce réseau, les États Membres s'engagent à maintenir dans un état de conservation favorable les types d'habitats et d'espèces concernés, par le biais de mesures réglementaires, administratives ou contractuelles.
Un site Natura 2000 a été défini sur la commune au titre de la « directive Habitats », : 
- « L'Yerres de sa source a Chaumes-en-Brie », d'une superficie de 18 ha, un tronçon de 40 km de l'Yerres qui héberge une faune piscicole et une végétation aquatique devenues rares en Ile-de-France[21],[22].

#### Zones naturelles d'intérêt écologique, faunistique et floristique

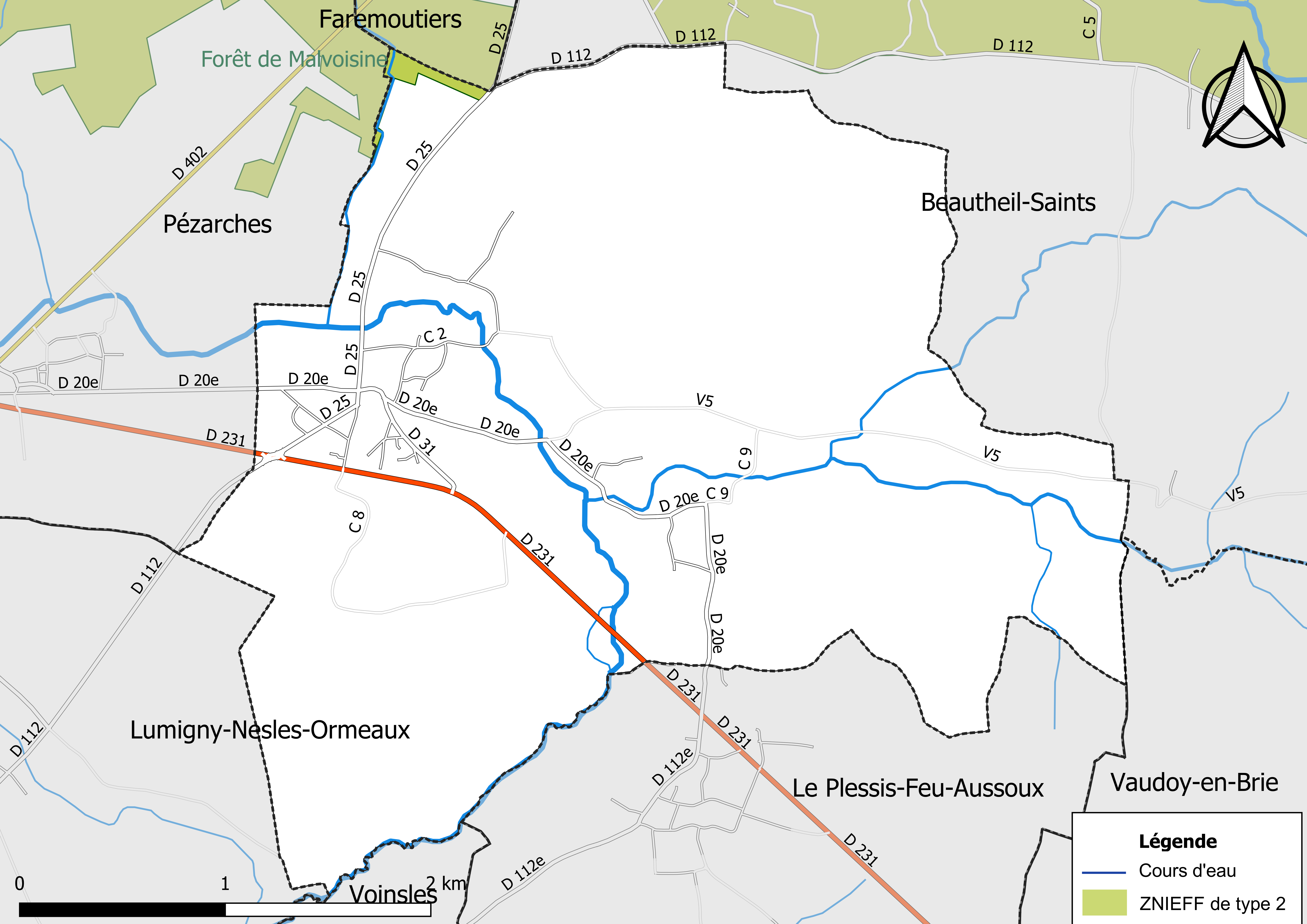
Carte des ZNIEFF de type 2 localisées sur la commune.

L’inventaire des zones naturelles d'intérêt écologique, faunistique et floristique (ZNIEFF) a pour objectif de réaliser une couverture des zones les plus intéressantes sur le plan écologique, essentiellement dans la perspective d’améliorer la connaissance du patrimoine naturel national et de fournir aux différents décideurs un outil d’aide à la prise en compte de l’environnement dans l’aménagement du territoire.
Le territoire communal de Touquin comprend une ZNIEFF de type 2,,, 
la « Forêt de Malvoisine » (994,15 ha), couvrant 5 communes du département.

## Urbanisme

### Typologie
Au 1er janvier 2024, Touquin est catégorisée bourg rural, selon la nouvelle grille communale de densité à sept niveaux définie par l'Insee en 2022.
Elle est située hors unité urbaine. Par ailleurs la commune fait partie de l'aire d'attraction de Paris, dont elle est une commune de la couronne,. Cette aire regroupe 1 929 communes,.

### Lieux-dits et écarts
La commune compte 70 lieux-dits administratifs répertoriés consultables ici (source : le fichier Fantoir) dont Courmereau, Grand-Fontaine, le Buisson, le Tau, Lureau, Villarceaux.

### Occupation des sols
L'occupation des sols de la commune, telle qu'elle ressort de la base de données européenne d’occupation biophysique des sols Corine Land Cover (CLC), est marquée par l'importance des territoires agricoles (83,2 % en 2018), une proportion sensiblement équivalente à celle de 1990 (82,8 %). La répartition détaillée en 2018 est la suivante : 
terres arables (71,9% ), forêts (12,4% ), zones agricoles hétérogènes (11,3% ), zones urbanisées (2,3% ), milieux à végétation arbustive et/ou herbacée (2,1 %).
Parallèlement, L'Institut Paris Région, agence d'urbanisme de la région Île-de-France, a mis en place un inventaire numérique de l'occupation du sol de l'Île-de-France, dénommé le MOS (Mode d'occupation du sol), actualisé régulièrement depuis sa première édition en 1982. Réalisé à partir de photos aériennes, le Mos distingue les espaces naturels, agricoles et forestiers mais aussi les espaces urbains (habitat, infrastructures, équipements, activités économiques, etc.) selon une classification pouvant aller jusqu'à 81 postes, différente de celle de Corine Land Cover,,. L'Institut met également à disposition des outils permettant de visualiser par photo aérienne l'évolution de l'occupation des sols de la commune entre 1949 et 2018.

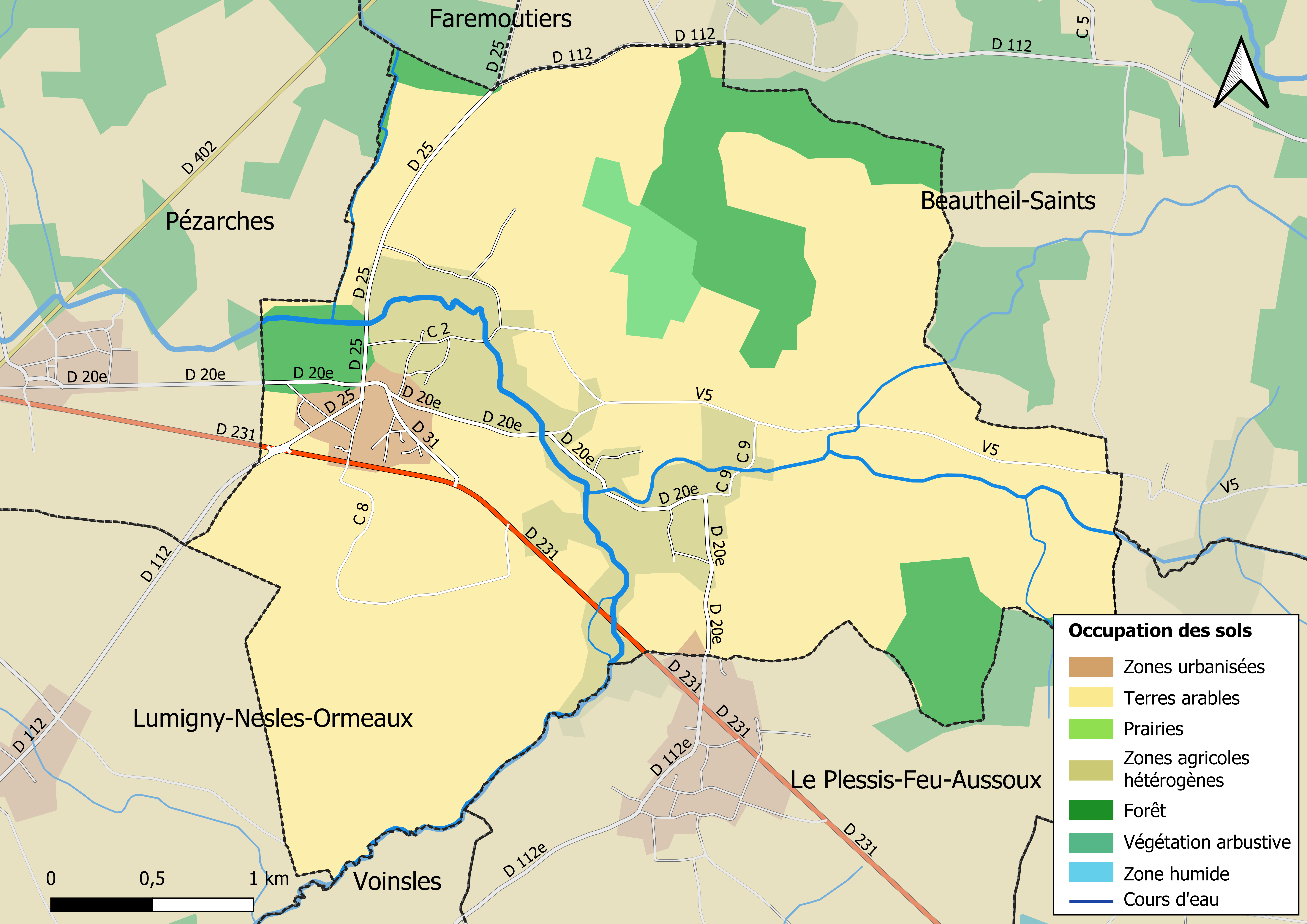
Carte des infrastructures et de l'occupation des sols en 2018 (CLC) de la commune.
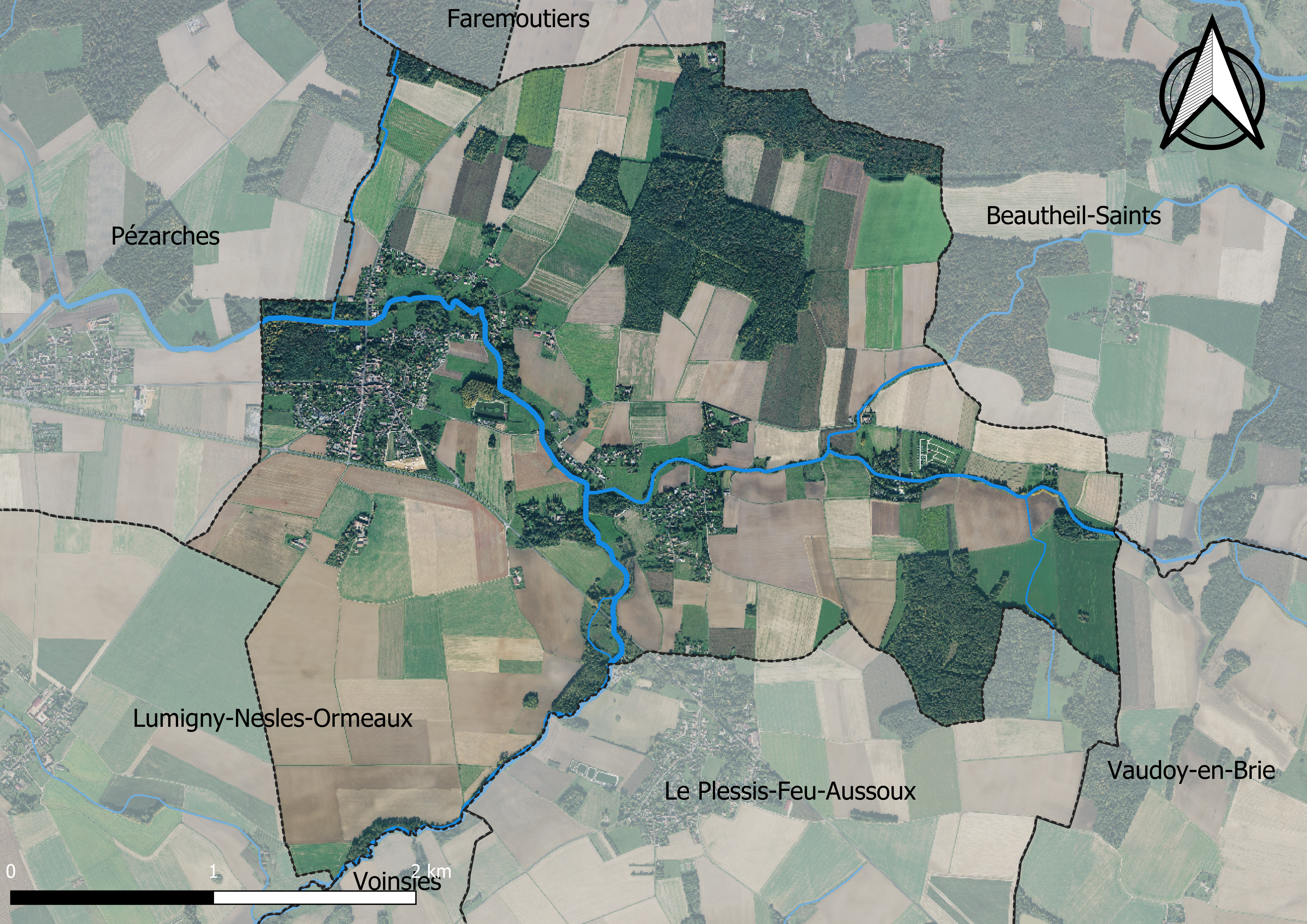
Carte orhophotogrammétrique de la commune.

### Planification
La loi SRU du 13 décembre 2000 a incité les communes à se regrouper au sein d’un établissement public, pour déterminer les partis d’aménagement de l’espace au sein d’un SCoT, un document d’orientation stratégique des politiques publiques à une grande échelle et à un horizon de 20 ans et s'imposant aux documents d'urbanisme locaux, les PLU (Plan local d'urbanisme). La commune est dans le territoire du SCOT du Bassin de vie de Coulommiers, approuvé le 11 juillet 2013 et porté par le syndicat intercommunal d’étude et de programmation (SIEP) de Coulommiers.
La commune, en 2019, avait engagé l'élaboration d'un plan local d'urbanisme. Un plan local d'urbanisme intercommunal couvrant le territoire de la communauté de communes de la Bassée - Montois était en élaboration,.

### Logement
En 2016, le nombre total de logements dans la commune était de 494 dont 91,5 % de maisons et 8,5 % d'appartements.
Parmi ces logements, 89,4 % étaient des résidences principales, 4,7 % des résidences secondaires et 5,9 % des logements vacants.
La part des ménages fiscaux propriétaires de leur résidence principale s'élevait à 84,5 % contre 13 % de locataires et 2,5 % logés gratuitement.

### Voies de communication et transports
On  accède à la commune par l'autoroute A4, sortie no 13 en direction de Provins.
Elle est desservie par la ligne d'autocars No 50 (Provins – Chessy) du réseau de bus Provinois - Brie et Seine.

## Toponymie
- Formes anciennes : Tulquinum (vers 1107) ; Toquinum (1216) ; Tuquinum (1218) ; Thosquin (vers 1222) ; Tosquinum (1222) ; Parrochia de Tousquino (1250) ; Touquins (1252) ; Tooquin (1265) ; Toquinum versus Rosetum in Bria (1269) ; Toquin (1339) ; Touquenum (1353) ; Tourquin (1535)[37].
- Le nom de ce village signifie « réserve de bois entre des défrichements ». Le Touquet-Paris-Plage dans le département du Pas-de-Calais a la même origine[38].

## Histoire

### De l’Antiquité au Moyen Âge
De nombreux vestiges gallo-romains ont été retrouvés sur la commune, notamment à Villarceaux. « Des travaux exécutés dans la cour de l'école au mois d'août 1965 ont mis au jour un sarcophage de calcaire en deux parties, d'époque mérovingienne, contenant un petit couteau, deux anneaux de fer, un petit disque de bronze orné d'un masque humain grimaçant, à la bouche entrouverte, au front ceint d'un diadème à pointes dont les cheveux tombants se relèvent de chaque
côté en trois boucles superposées. (...) Une sépulture gallo-romaine, relevée aussi par M. Garnier, gisait sous ce sarcophage ».
Les premiers documents sur Touquin remontent à 1107. À cette époque le territoire appartient au prieur de La Celle-en-Brie par don de l’évêque de Meaux, Manasses.
En 1198, un certain Pierre de Touquin (Pétrus de Toquino) figure sur la liste des vassaux du Comte de Champagne, Thibault III. Déjà réputé pour avoir fondé, avec son épouse Edeline, la chapelle Saint-Pierre-en-Veuve près de Coulommiers en 1190, ce Pierre de Touquin deviendra l’ancêtre d’une longue lignée comprenant Odon, Mathieu et Jean de Touquin.
Touquin a été jusqu'en 1285 située dans une « marche séparante ».
Du château, ruiné par la guerre de Cent Ans et démoli en 1775, il ne reste que le parc et une vieille tour, ancien moulin à vent.
À partir du XIVe siècle, on distingue deux seigneuries : Touquin et Grand-Fontaine (étant un hameaux du village de nos jours). Deux seigneuries qui vont s’affronter au cours des années à venir.

### De l’ancien régime à la Révolution
Depuis le règne de Louis XII en 1504, le 14 octobre de chaque année une foire très importante avait lieu. Une halle s'élevait au milieu du village. Elle fut abandonnée et démontée en 1887.
Touquin a été un fief protestant au XVIe siècle. Sur le blason de la commune une colombe fait référence à la période protestante.
Les diverses successions ont morcelé petit à petit le territoire.
Les tensions entre les seigneurs de Touquin et de Grand-Fontaine mènent, le 6 août 1606, à l’assassinat de Jean Charles, seigneur de Grand-Fontaine, par Jean de Lenharré, seigneur de Touquin, dans l’actuelle rue de Provins. Une fois l’acte accompli, le seigneur de Touquin perd son fief, qui revient au Roi.
En mars 1667, le roi Louis XIV récompense son conseiller à la Cour des aides, Jean-Jacques Olier, déjà propriétaire des seigneuries de Malvoisine, Pézarches et d’une partie du territoire d’Ormeaux. Le domaine de Touquin est alors presque entièrement reconstitué après le morcellement du territoire. Seul le fief de Grand-Fontaine, qui appartient au chapitre de Notre-Dame de Paris, manque encore.
Jean-Jacques Olier, décédé en mai 1701, est inhumé dans l’église Saint-Paul à Paris, tandis que son cœur repose dans l’église Saint-Étienne de Touquin. On peut encore y voir son cœur exposé.
En 1773, le dernier des Olier, Jean-Philibert, vend ses domaines à Anne-Pierre de Montesquiou-Fezensac, marquis de Montesquiou, seigneur de Mauperthuis et de Coulommiers. Le nouveau seigneur de Touquin achète, au début de la Révolution, la seigneurie de Grand-Fontaine, permettant ainsi la reconstitution complète du domaine de Touquin. Cependant, en 1793, durant la Terreur, Montesquiou est contraint de fuir et vend ses domaines de Malvoisine et Touquin à un notaire parisien, Claude Quatremère.
En 1806, le territoire passe[C'est-à-dire ?]

#### Circonscriptions d'Ancien Régime
En 1789, Touquin faisait partie de l'élection de Rozay et de la généralité de Paris, et suivait la coutume de Melun.

## Politique et administration

### Rattachements administratifs et électoraux
La commune était intégrée depuis 1926 à l'arrondissement de Provins du département de Seine-et-Marne.
Afin de faire coïncider les limites d'arrondissement et celles des intercommunalités, elle intègre le 1er janvier 2018 l'arrondissement de Meaux.
Pour l'élection des députés, elle fait partie depuis 2012 de la quatrième circonscription de Seine-et-Marne.
Elle faisait partie depuis 1801 du canton de Rozay-en-Brie. Dans le cadre du redécoupage cantonal de 2014 en France, la commune est désormais intégrée au canton de Coulommiers.

### Intercommunalité
La commune avait adhéré à la communauté de communes Avenir et développement du secteur des Trois Rivières, créée fin 1993.
Celle-ci fusionne le 1er janvier 2013 avec la communauté de communes de la Brie des Templiers pour former la communauté de communes du Pays de Coulommiers, intercommunalité qui s'étend en 2017 en fusionnant avec la communauté de communes de la Brie des moulins.
Elle envisage dès sa constitution en 2017 de fusionner sous le statut de communauté d'agglomération avec la communauté de communes du Pays fertois afin d'augmenter leurs  ressources en bénéficiant au titre du nouveau statut de dotations plus élevées de l'État, tout en ayant une possibilité de négociation plus équilibrée avec Val d'Europe Agglomération et la communauté d'agglomération du pays de Meaux,.
C'est ainsi qu'est créée le 1er janvier 2018 la communauté d'agglomération Coulommiers Pays de Brie (CACPB) le 1er janvier 2018, pour une population de 75 000 habitants.

### Liste des maires
| Période                                  | Période                       | Identité           | Étiquette | Qualité |
| ---------------------------------------- | ----------------------------- | ------------------ | --------- | --- |
| Les données manquantes sont à compléter. |                               |                    |           | |
| décembre 2001                            | mars 2008                     | Thierry Vogt       |           | Enseignant puis chef d'entreprise |
| mars 2008                                | mai 2009                      | Jean-Claude Fuzier |           | Démissionnaire |
| juillet 2009                             | En cours (au 28 juillet 2020) | Sophie Chevrinais  | DVD       | Formatrice, cheffe de projet Vice-présidente de la CC du Pays de Coulommiers (2013 → 2017) Vice-présidente de la CA Coulommiers Pays de Brie (2018 → ) Réélue pour le mandat 2020-2026, |

## Équipements et services

### Eau et assainissement
L’organisation de la distribution de l’eau potable, de la collecte et du traitement des eaux usées et pluviales relève des communes. La loi NOTRe de 2015 a accru le rôle des EPCI à fiscalité propre en leur transférant cette compétence. Ce transfert devait en principe être effectif au 1er janvier 2020, mais la loi Ferrand-Fesneau du 3 août 2018 a introduit la possibilité d’un report de ce transfert au 1er janvier 2026,.

#### Assainissement des eaux usées
En 2020, la gestion du service d'assainissement collectif de la commune de Touquin est assurée par la communauté d'agglomération Coulommiers Pays de Brie (CACPB) pour la collecte, le transport et la dépollution. Ce service est géré en délégation par une entreprise privée, dont le contrat arrive à échéance le 30 juin 2022,,.
L’assainissement non collectif (ANC) désigne les installations individuelles de traitement des eaux domestiques qui ne sont pas desservies par un réseau public de collecte des eaux usées et qui doivent en conséquence traiter elles-mêmes leurs eaux usées avant de les rejeter dans le milieu naturel. La communauté d'agglomération Coulommiers Pays de Brie (CACPB)La commune assure le service public d'assainissement non collectif (SPANC), qui a pour mission de vérifier la bonne exécution des travaux de réalisation et de réhabilitation, ainsi que le bon fonctionnement et l’entretien des installations,.

#### Eau potable
En 2020, l'alimentation en eau potable est assurée par le SIAEP de la région de Touquin qui en a délégué la gestion à l'entreprise Suez, dont le contrat expire le 12 juin 2032,,.

## Population et société

### Démographie
L'évolution du nombre d'habitants est connue à travers les recensements de la population effectués dans la commune depuis 1793. Pour les communes de moins de 10 000 habitants, une enquête de recensement portant sur toute la population est réalisée tous les cinq ans, les populations de référence des années intermédiaires étant quant à elles estimées par interpolation ou extrapolation. Pour la commune, le premier recensement exhaustif entrant dans le cadre du nouveau dispositif a été réalisé en 2004.

En 2022, la commune comptait 1 228 habitants, en évolution de +1,57 % par rapport à 2016 (Seine-et-Marne : +3,92 %, France hors Mayotte : +2,11 %).
| 1793 | 1800 | 1806 | 1821 | 1831 | 1836 | 1841 | 1846 | 1851 |
| ---- | ---- | ---- | ---- | ---- | ---- | ---- | ---- | ---- |
| 677  | 798  | 838  | 522  | 850  | 868  | 874  | 856  | 880  |

| 1856 | 1861 | 1866 | 1872 | 1876 | 1881 | 1886 | 1891 | 1896 |
| ---- | ---- | ---- | ---- | ---- | ---- | ---- | ---- | ---- |
| 819  | 845  | 870  | 779  | 771  | 737  | 676  | 685  | 699  |

| 1901 | 1906 | 1911 | 1921 | 1926 | 1931 | 1936 | 1946 | 1954 |
| ---- | ---- | ---- | ---- | ---- | ---- | ---- | ---- | ---- |
| 691  | 700  | 680  | 522  | 514  | 553  | 562  | 555  | 514  |

| 1962 | 1968 | 1975 | 1982 | 1990 | 1999 | 2004  | 2006  | 2009  |
| ---- | ---- | ---- | ---- | ---- | ---- | ----- | ----- | ----- |
| 500  | 505  | 592  | 779  | 872  | 950  | 1 070 | 1 104 | 1 095 |

| 2014  | 2019  | 2022  | - | - | - | - | - | - |
| ----- | ----- | ----- | - | - | - | - | - | - |
| 1 200 | 1 221 | 1 228 | - | - | - | - | - | - |

### Enseignement
La commune dépend de l'académie de Créteil. Pour le calendrier des vacances scolaires, Touquin est en zone C.
Touquin dispose en 2018 :
- d'une école maternelle publique, située 14 rue de Provins et qui comprend 64 élèves (chiffre du Ministère de l'Éducation nationale)[67] en 2018 ;
- d'une école élémentaire publique (Saint Étienne), située 2 rue du Pressoir et qui comprend 48 élèves (chiffre du Ministère de l'Éducation nationale)[68] en 2018.

### Autres services publics
La commune dispose d'un bureau de poste, rouvert en 2018 après rénovation ainsi que d'un centre de première intervention des pompiers (CPIA).

## Économie

### Revenus de la population et fiscalité
En 2018, le nombre de ménages fiscaux de la commune était de 461, représentant 1 241 personnes et la  médiane du revenu disponible par unité de consommation  de 24 660 euros.

### Emploi
En 2017 , le nombre total d’emplois dans la zone était de 88, occupant 607 actifs  résidants.
Le taux d'activité de la population (actifs ayant un emploi) âgée de 15 à 64 ans s'élevait à 72,5 % contre un taux de chômage de 7,4 %.
Les 20 % d’inactifs se répartissent de la façon suivante : 9 % d’étudiants et stagiaires non rémunérés, 5,3 % de retraités ou préretraités et 5,8 % pour les autres inactifs.

### Secteurs d'activité

#### Entreprises et commerces
En 2019, le nombre d’unités légales et d’établissements (activités marchandes hors agriculture. ) par secteur d'activité était de 81 dont 9 dans l’industrie manufacturière, industries extractives et autres, 12 dans la construction, 29 dans le commerce de gros et de détail, transports, hébergement et restauration, 2 dans l’Information et communication, 1 dans les activités financières et d'assurance, 1 dans les activités immobilières, 14 dans les activités spécialisées, scientifiques et techniques et activités de services administratifs et de soutien, 6 dans l’administration publique, enseignement, santé humaine et action sociale et 7  étaient relatifs aux autres activités de services.
En 2020, 20 entreprises ont été créées sur le territoire de la commune, dont 14 individuelles.
Au 1er janvier 2021, la commune ne possédait aucun hôtel  mais un terrain de camping disposant de 192 emplacements.
Le village compte en 2017 une boulangerie, une épicerie et un café-tabac-presse, ainsi qu'un cabinet infirmier.

#### Agriculture
Touquin est dans la petite région agricole dénommée la « Brie boisée », une partie de la Brie autour de Tournan-en-Brie. En 2010, l'orientation technico-économique de l'agriculture sur la commune est la culture de céréales et d'oléoprotéagineux (COP).
Si la productivité agricole de la Seine-et-Marne se situe dans le peloton de tête des départements français, le département enregistre un double phénomène de disparition des terres cultivables (près de 2 000 ha par an dans les années 1980, moins dans les années 2000) et de réduction d'environ 30 % du nombre d'agriculteurs dans les années 2010. Cette tendance se retrouve au niveau de la commune où le nombre d’exploitations est passé de 14 en 1988 à 5 en 2010. Parallèlement, la taille de ces exploitations augmente, passant de 54 ha en 1988 à 111 ha en 2010.
Le tableau ci-dessous présente les principales caractéristiques des exploitations agricoles de Touquin, observées sur une période de 22 ans : 
|                                      | 1988 | 2000 | 2010 |
| ------------------------------------ | ---- | ---- | ---- |
| Dimension économique,                |      |      |      |
| Nombre d’exploitations (u)           | 14   | 10   | 5    |
| Travail (UTA)                        | 23   | 13   | 6    |
| Surface agricole utilisée (ha)       | 762  | 623  | 555  |
| Cultures                             |      |      |      |
| Terres labourables (ha)              | 722  | 600  | 530  |
| Céréales (ha)                        | 595  | 390  | 342  |
| dont blé tendre (ha)                 | 328  | 238  | 213  |
| dont maïs-grain et maïs-semence (ha) | 176  | s    | 28   |
| Tournesol (ha)                       | 33   | s    | s    |
| Colza et navette (ha)                | s    | 76   | 70   |
| Élevage                              |      |      |      |
| Cheptel (UGBTA)                      | 92   | 61   | 43   |

## Culture locale et patrimoine

### Lieux et monuments
On peut noter :
- le château de Malvoisine[38] ;
- Moulin de Malvoisine
- Villa des roches
- la mairie, construite à l'emplacement de la ferme du château et achevée en 1887[38] ;
- les lavoirs. Celui de la route du Tau a été réhabilité en 2017 avec l'aide de la Fondation du Patrimoine. Celle du second, situé rue Fontaine-la-Reine, devrait suivre[79] ;
- l'église, en grès et meulière, date du XIIe ou XIIIe siècle, et est sous le vocable de saint Étienne. À l'intérieur, on peut voir un fauteuil d'époque Empire, classé Monuments Historiques[80].

Dans une châsse est conservée une relique : un humérus de sainte Restitute. On rend un culte particulier à cette sainte dans la commune d'Arcy-Sainte-Restitue dans le département de l'Aisne. Suivant la légende, elle y aurait fait jaillir une fontaine et ressuscité un enfant mort.

### Personnalités liées à la commune
- André Minaux (1923-1986), artiste peintre, compagnon de jeunesse de Bernard Lorjou, Paul Rebeyrolle et Bernard Buffet, résida à Touquin et y mourut.

### Héraldique
|  | Les armes de la ville se blasonnent ainsi : d’azur au sautoir d’or cantonné, en chef, d’une colombe fondante d’argent et aux flancs et en pointe d’un boulet du même. |

Le blason, créé en 1996, comporte une colombe, qui fait référence à la période protestante, une croix symbolise le moulin à vent et les trois besants évoquent les pierres du martyre de Saint Étienne, patron de la paroisse.